# وسام کاظم
وسام کاظم (عربی: وسام كاظم؛ زادهٔ ۱ ژانویهٔ ۱۹۸۶) بازیکن فوتبال اهل عراق است.
از باشگاه‌هایی که در آن بازی کرده‌است می‌توان به باشگاه فوتبال الشرطه (عراق)، باشگاه ورزشی دهوک، و باشگاه ورزشی الزورا اشاره کرد.
وی همچنین در تیم ملی فوتبال عراق بازی کرده‌است.